# Brian Jossie
Brian Bary Jossie (Washington, 4 giugno 1977) è un wrestler statunitense.
È stato sotto contratto con la World Wrestling Entertainment nel roster di Raw con il ring name di A. W..

## Carriera

### WWE

#### Varie faide (2009)
Jossie firma un contratto di sviluppo con la WWE nel 2009 e viene mandato in FCW, dove fa il suo debutto sul ring in un six-man tag team match il 26 febbraio 2009 in coppia con Derrick Bateman e Tristan Delta contro Brett DiBiase, Maverick Darsow e Tank Mulligan. Dopo la sconfitta, Washington forma una stable con altri due wrestler, Bateman e Tonga. I tre vengono sconfitti in un six-man tag team match il 20 marzo da Jon Cutler, David Otunga e Maverick Darsow. A giugno viene nominato General Manager della FCW. Dopo aver perso la carica, a fine estate 2009, sparisce dai teleschermi FCW per poi ritornare a marzo 2010, come commentatore. Il 14 novembre 2010, torna sul ring regolarmente combattendo alcuni matches. Nel 2011, inizia un feud con Byron Saxton che si chiude con la vittoria di Washington a fine gennaio. Il 12 febbraio, ottiene una vittoria contro Calvin Raines ma il 7 marzo viene sconfitto da Jinder Mahal.

#### Rincorsa all'FCW Florida Heavyweight Championship (2009)
Dopo qualche mese di inattività, ritorna all'FCW Orlando Show vincendo contro Rodney Thomas. Nei tapings dell'11 agosto, Abraham Washington perde un match di coppia insieme a Mike Dalton contro Tito Colon e Kenneth Cameron. Nei tapings del 1º settembre, sconfigge Rick Victor. Tre settimane dopo, ottiene un'altra vittoria, stavolta contro Peter Orlov. All'FCW Orlando Show del 30 settembre, combatte in coppia col debuttante Jason Jordan, perdendo contro Calvin Raines & Big E Langston. Nei tapings del 13 ottobre, Washington batte Erick Rowan. Otto giorni dopo, vince contro Brad Maddox al Kissimmee Show. Il 3 novembre, ha l'opportunità di conquistare l'FCW Florida Heavyweight Championship avendo vinto un Fatal 4-Way 1st contender match che comprendeva Derrick Bateman, Richie Steamboat e Husky Harris ma poi perde il match titolato contro Leo Kruger. Dopo due settimane, ritorna sul ring vincendo un match di coppia insieme a Seth Rollins contro Antonio Cesaro e Dean Ambrose. Il 15 dicembre, vince contro Jason Jordan.

#### Commentatore della ECW; Ritorno in FCW (2009-2010)
Jossie ha avuto anche una breve permanenza in ECW, dove ha debuttato il 30 giugno 2009 come commentatore, intervistando le Gemelle Bella. Riesce addirittura a crearsi un proprio show all'interno delle puntate di ECW chiamato Abraham Washington Show, dove intervista lottatori come Christian, Zack Ryder, Tommy Dreamer, Goldust, Trent Baretta, Sheamus, Matt Hardy, John Morrison e Caylen Croft. Con la chiusura della ECW, anziché essere mandato o a Raw o a SmackDown!, Jossie viene rimandato in Florida Championship Wrestling per ulteriore allenamento.

#### Manager (2012)
Nella puntata del 4 aprile prima dice a Mark Henry di pensare se ha bisogno di un manager e poi lo segue via tv nel match per il WWE Champion vinto da Mark Herny ma soltanto per squalifica. Nella puntata di Raw del 16 aprile, appare nuovamente durante il match di coppia fra The Great Khali e Big Show e Primo ed Epico. Il 30 aprile, a Raw, diventa ufficialmente l'agente di Primo, Epico e Rosa Mendes. Sempre a Raw, appare seduto ad uno degli skybox dell'arena in compagnia anche di Mason Ryan.
A No Way Out, in un fatal four tag team match per decretare il team #1 contenders ai titoli di coppia aiuta Titus O'Neil e Darren Young a vincere il match bloccando Epico mentre Darren schienava Primo. A fine match rivela il suo tradimento alla coppia portoricana e l'alleanza con O'Neil e Young. La sera dopo, a Raw, assiste i Prime Time Players nel loro match di coppia contro Epico & Primo e suggerisce la ritirata ai suoi uomini, che perdono così per count-out. La stessa settimana, a SmackDown, aiuta i suoi assistiti a battere gli Usos, ma nel backstage viene attaccato da Primo & Epico.
Il 10 agosto 2012, sul sito WWE, viene riportato il licenziamento di Brian Jossie, in quanto abbia avuto nell'ultimo periodo un comportamento non consono.

## Personaggio

### Mosse finali
- Executive Decision (Hangman's neckbreaker)

### Wrestler assistiti
- Derrick Bateman
- Tonga
- Byron Saxton
- Prime Time Players
- Primo
- Epico

## Titoli e riconoscimenti
Pro Wrestling Illustrated
- 474º nella classifica dei 500 migliori wrestler singoli su PWI 500 (2011)